# アイット＝ベン＝ハドゥの集落
アイット・ベン・ハドゥ (アラビア語: آيت بن حدو、ローマ文字化:ʾāyt bin ḥaddū)は、モロッコ王国の都市ワルザザート近郊の集落。
1987年、ユネスコ世界遺産に登録された（ID444）。フランス統治時代には、クサールを≪le Mont-saint-Michel des Chleuhs≫と呼んだ。

## 概要
隊商交易の中継地として栄えたこの地にはカスバと呼ばれる邸宅が数多く建築され、中でも特に有力であったハドゥ一族が築いたのがアイット・ベン・ハドゥの集落である。孤立した集落であるがゆえに、盗賊などの掠奪から身を守るため、城砦に匹敵する構造になっている。敵の侵入を防ぐため、集落への入口はひとつしかなく、通路は入り組んでおり、１階は窓がなく換気口のみである。また、外壁には銃眼が施されている。集落の最上階には篭城に備えて食料庫（アガディール）がある。
建っている建物は、17世紀より古いものではないが建設手法やデザインは古来の方法を踏襲している。
アトラス山脈の麓にありティシカ峠を経由して、ワルザザートとマラケシュを結ぶ街道にありサハラ交易の交易路の休憩地となっている。現在も居住している住人が数家族いるが、ほとんどの住民は対岸の住居に移住している。なお、ワルザザート周辺には、アイト・ベン・ハドゥのような「カスバ」が点在している。

## 歴史
11世紀のムラービト朝の時代に、集落の名前にもなった統治者ベン＝ハドゥが居を構えて要塞化した。入り口となる門は2か所に限定して守りを固めていた。
2023年9月8日に集落から西に約200キロ付近で発生したM6.8の地震により、いくつかの建物に亀裂が入る。

## 文化
映画『ソドムとゴモラ』『アラビアのロレンス』『グラディエーター』、テレビドラマ『ゲーム・オブ・スローンズ』などの多くの映像作品に登場する。また、近郊のワルザザートには、ハリウッドの映画撮影所があり、撮影後残されたセットを見学することができる。

## 画像

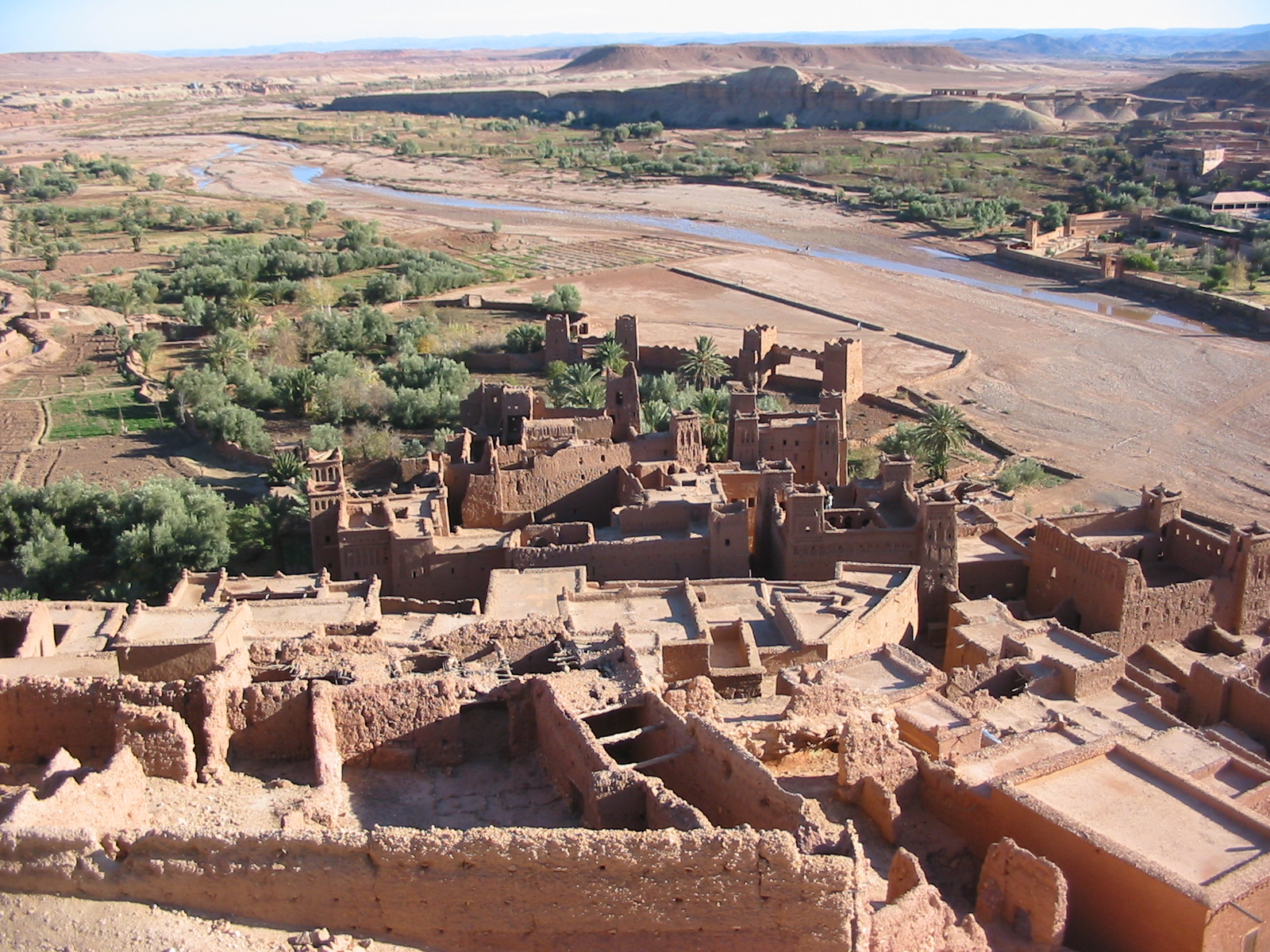
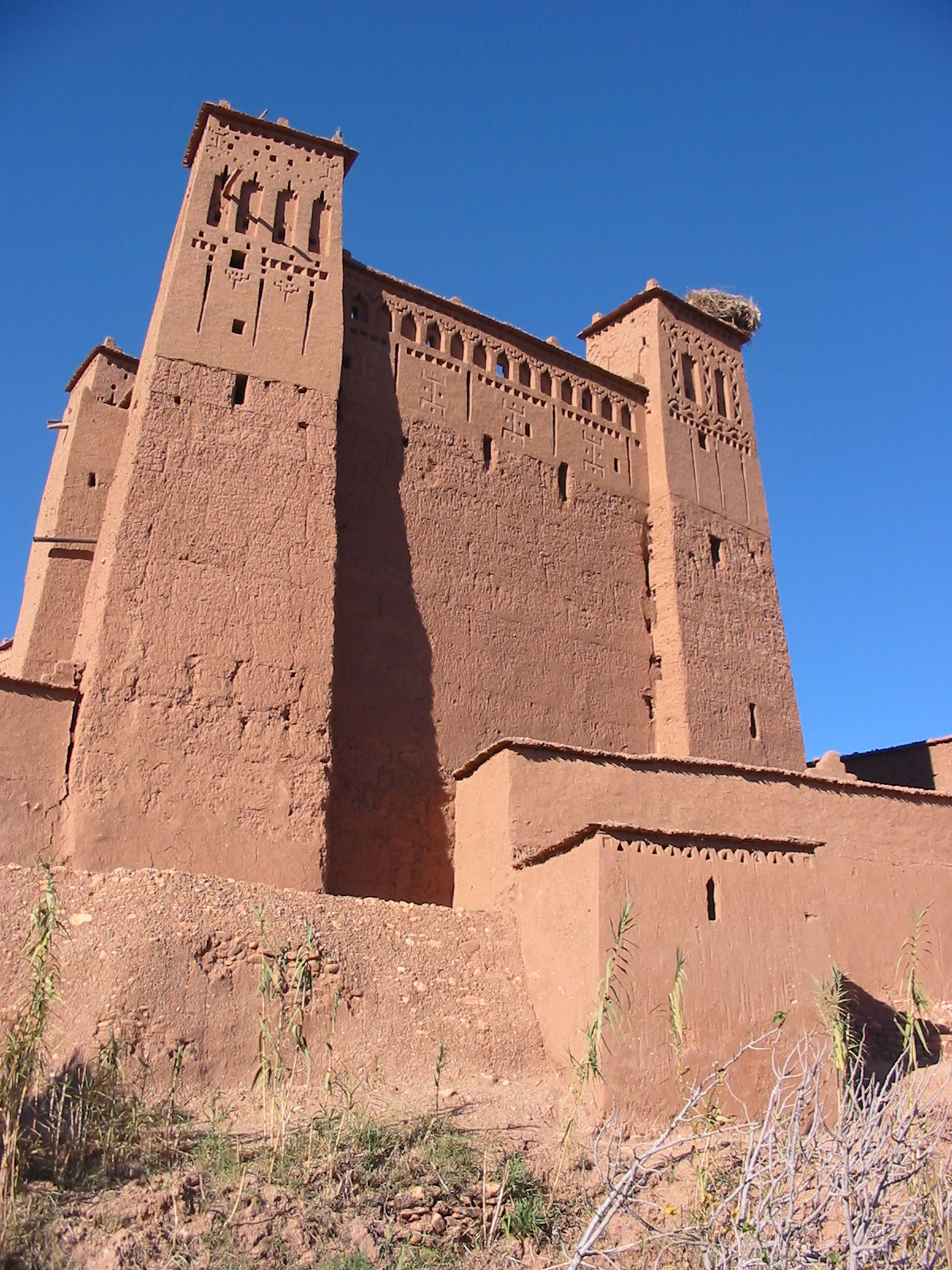

## 登録基準
この世界遺産は世界遺産登録基準のうち、以下の条件を満たし、登録された（以下の基準は世界遺産センター公表の登録基準からの翻訳、引用である）。
- (4) 人類の歴史上重要な時代を例証する建築様式、建築物群、技術の集積または景観の優れた例。
- (5) ある文化（または複数の文化）を代表する伝統的集落、あるいは陸上ないし海上利用の際立った例。もしくは特に不可逆的な変化の中で存続が危ぶまれている人と環境の関わりあいの際立った例。